# This Place Will Become Your Tomb
This Place Will Become Your Tomb é o segundo álbum de estúdio da banda inglesa anônima de rock Sleep Token. Gravado no G1 Productions em Wells, Somerset, foi produzido por George Lever, com quem o grupo já havia trabalhado em seu álbum de estreia Sundowning, lançado em 2019. O álbum foi lançado em 24 de setembro de 2021 pela Spinefarm Records, antecedido pelos singles "Alkaline" em junho, "The Love You Want" em agosto e "Fall for Me" em setembro. Este This Place Will Become Your Tomb deu à Sleep Token suas primeiras posições nas paradas do Reino Unido, alcançando o top 40 do UK Albums Chart e o top 20 do Scottish Albums Chart.

## Antecedentes
This Place Will Become Your Tomb foi anunciado em 18 de junho de 2021, acompanhado pelo lançamento de "Alkaline" como o single principal e videoclipe. Em um comunicado de imprensa oficial, foi afirmado que o álbum "aprofunda-se ainda mais no universo enigmático da Sleep Token, ultrapassando limites e misturando gêneros, mantendo ao mesmo tempo seu som característico". No mesmo dia, a banda se apresentou no Second Stage no Download Festival Pilot, onde tocou "Alkaline" ao vivo pela primeira vez. Isso foi seguido em 6 de agosto por "The Love You Want", e finalmente "Fall for Me" em 17 de setembro, uma semana antes do lançamento do álbum.

## Recepção

### Comercial
This Place Will Become Your Tomb foi o primeiro lançamento do Sleep Token a entrar nas paradas, estreando em 39º lugar no UK Albums Chart. Na parada de meio de semana, estava programado para estrear em 11º lugar. O álbum também ficou em 12º lugar no UK Album Downloads Chart, 11º lugar no UK Album Sales Chart, 12º lugar no UK Physical Albums Chart, 13º lugar no UK Vinyl Albums Chart, e 13º lugar no Scottish Albums Chart.

### Crítica
| Críticas profissionais | Críticas profissionais |
| Avaliações da crítica  | Avaliações da crítica  |
| Fonte                  | Avaliação              |
| ---------------------- | ---------------------- |
| Daily Express          | [ 13 ]                 |
| Distorted Sound        | 10/10                  |
| Gigwise                | [ 15 ]                 |
| Kerrang!               | 3/5                    |
| The Line of Best Fit   | 7/10                   |
| Metal Injection        | 6/10                   |
| Under the Radar        | [ 19 ]                 |
| Upset                  | [ 20 ]                 |

A resposta da mídia a This Place Will Become Your Tomb foi geralmente positiva. Em uma análise 10/10 escrita para a revista Distorted Sound,foi descrito como uma "obra-prima", afirmando que "É inesquecível, único e muito próximo da perfeição... a música não fica muito melhor do que isso". A Daily Express, deu ao álbum quatro de cinco estrelas, elogiando o conteúdo lírico como o melhor da banda até agora, assim como o desenvolvimento da banda em outros estilos musicais desde Sundowning. As poucas críticas ao lançamento incluíram a alegação de que "algumas músicas do álbum parecem um pouco esticadas" e que "Fall for Me" parece "fora de lugar". A revista Upset também deu ao álbum quatro de cinco estrelas, escrevendo que "Está cheio de grandes momentos, mas entre eles há algumas transições ásperas de sons que não se casam completamente".
A Kerrang!, deu a This Place Will Become Your Tomb uma classificação de três de cinco. Ele elogiou o álbum por apresentar "canções envolventes com as quais podemos nos identificar", destacando "Alkaline", "Hypnosis" e "The Love You Want"; no entanto, ele acrescentou que grande parte do álbum "não mantém o mesmo nível de inspiração", afirmando que "não reconhecer quando encerrar uma faixa ainda se mostra a fraqueza da Sleep Token". Da mesma forma, a Gigwise reclamou que "a falta de distinção entre as faixas... tira o brilho do fluxo que mistura gêneros do álbum", embora sua resenha tenha sido geralmente positiva sobre a variedade de temas líricos e estilos musicais adotados. Em contraste, o The Line of Best Fit, sugeriu que "flui suavemente de uma música para a próxima, com variedade suficiente de melodias para evitar a monotonia, mantendo ainda um som muito distinto ao longo". A Under the Radar, elogiou o álbum como "acessível".

## Prêmios
No final de 2021, a revista Distorted Sound classificou This Place Will Become Your Tomb como o terceiro melhor álbum do ano, atrás apenas de "In the Court of the Dragon" do Trivium e "Eternal Blue" do Spiritbox. A Kerrang! classificou-o em 48º lugar em sua lista dos 50 melhores álbuns de 2021, com elogios ao lançamento como "emocionalmente vívido" e elogiando os três singles mais "Hypnosis" como destaques. A Metal Hammer classificou o álbum em 14º lugar em sua lista de final de ano. Oito escritores da revista incluíram o álbum em suas listas dos 20 melhores, cinco dos quais o classificaram entre os 10 melhores. Em uma matéria publicada pouco depois do lançamento dos primeiros quatro singles de Take Me Back to Eden em janeiro de 2023, a Metal Hammer incluiu "Alkaline", "The Love You Want", "Fall for Me" e "Hypnosis" em sua lista das melhores músicas do Sleep Token.

## Lista de faixas
| O   |                                               |         |  |
| N.º | Título                                        | Duração |  |
| 1.  | "Atlantic" (914 M \| 500 F \| 0.00394990 NL)  | 4:53    |  |
| 2.  | "Hypnosis" (1824 M \| 989 F \| 0.00164579 NL) | 5:35    |  |
| 3.  | "Mine" (2734 M \| 1495 F \| 0.00724147 NL)    | 4:56    |  |

| ◒   |                                                         |         |  |
| N.º | Título                                                  | Duração |  |
| 4.  | "Like That" (3644 M \| 1992 F \| 0.00296242 NL)         | 3:34    |  |
| 5.  | "The Love You Want" (4554 M \| 2490 F \| 0.00329158 NL) | 4:23    |  |
| 6.  | "Fall for Me" (5464 M \| 2988 F \| 0.00658316 NL)       | 2:26    |  |

| ◓   |                                                   |         |  |
| N.º | Título                                            | Duração |  |
| 7.  | "Alkaline" (6374 M \| 3485 F \| 0.00263327 NL)    | 3:34    |  |
| 8.  | "Distraction" (7284 M \| 3983 F \| 0.00329158 NL) | 4:22    |  |
| 9.  | "Descending" (8194 M \| 4480 F \| 0.00460821 NL)  | 4:38    |  |

| ◑   |                                                    |         |  |
| N.º | Título                                             | Duração |  |
| 10. | "Telomeres" (9104 M \| 4978 F \| 0.006254 NL)      | 5:07    |  |
| 11. | "High Water" (10,014 M \| 5475 F \| 0.00691232 NL) | 5:13    |  |

## Produção
- Vessel – vocais, guitarra, teclado, percussão
- II – bateria
- George Lever – produção, engenharia, baixo
- Sky van Hoff – mixagem, edição, sintetizadores, programação

## Paradas
| Parada (2021)         | Melhor posição |
| --------------------- | -------------- |
| Scottish Albums (OCC) | 13             |
| UK Albums Chart (OCC) | 39             |

| Parada (2023)                      | Melhor posição |
| ---------------------------------- | -------------- |
| German Albums (Offizielle Top 100) | 37             |